# Jimmy Swift
Jimmy Swift, właśc. Alfred James Swift (ur. 25 czerwca 1931 w Durbanie, zm. 13 kwietnia 2009 w Johannesburgu) – południowoafrykański kolarz torowy i szosowy, dwukrotny medalista olimpijski.

## Kariera
Największy sukces w karierze Jimmy Swift osiągnął w 1952 roku, kiedy wspólnie z Tommym Shardelowem, Bobbym Fowlerem i George’em Estmanem zdobył srebrny medal w drużynowym wyścigu na dochodzenie podczas igrzysk olimpijskich w Helsinkach. Na rozgrywanych cztery lata później igrzyskach olimpijskich w Melbourne razem z kolegami z reprezentacji zajął w tej samej konkurencji czwarte miejsce, przegrywając walkę o brąz z reprezentantami Francji. Swift nie wrócił jednak z Melbourne bez medalu – w wyścigu na 1 km zajął trzecie miejsce za Leandro Fagginem z Włoch i Ladislavem Foučkiem z Czechosłowacji. Zarówno na igrzyskach w 1952 jaki 1956 roku startował ponadto w drużynowych i indywidualnych wyścigach ze startu wspólnego, jednak ani razu nie ukończył rywalizacji. Wystartował ponadto na igrzyskach Imperium Brytyjskiego i Wspólnoty Brytyjskiej w Vancouver, gdzie zdobył złoty medal w wyścigu na 1 km. Nigdy nie zdobył medalu na szosowych ani torowych mistrzostwach świata.